# Lazy Lake
Lazy Lake és una població dels Estats Units a l'estat de Florida. Segons el cens del 2000 tenia 38 habitants.

## Demografia
Segons el cens del 2000, Lazy Lake tenia 38 habitants, 12 habitatges, i 6 famílies. La densitat de població era de 733,6 habitants/km².
Per edats la població es repartia de la següent manera: un 18,4% tenia menys de 18 anys, un 18,4% entre 18 i 24, un 26,3% entre 25 i 44, un 31,6% de 45 a 60 i un 5,3% 65 anys o més.
L'edat mediana era de 36 anys. Per cada 100 dones de 18 o més anys hi havia 342,9 homes.
La renda mediana per habitatge era de 142.581 $ i la renda mediana per família de 41.667 $. Els homes tenien una renda mediana de 31.875 $ mentre que les dones 31.250 $. La renda per capita de la població era de 33.423 $. Cap de les famílies i el 15,4% de la població estaven per davall del llindar de pobresa.

## Poblacions més properes
El següent diagrama mostra les poblacions més properes.